# Vasif Talibov
Vasif Talibov (en azerí: Vasif Yusif oğlu Talıbov) es un político azerbaiyano, presidente de la Asamblea Alta de la República autónoma de Najicheván.

## Biografía
Vasif Talibov nació el 14 de enero de 1960 en la aldea de Ashagi Araliq del raión Sharur de Najicheván de la RSS de Azerbaiyán. En 1976 se graduó en la escuela y un año después ingresó a la Facultad de Historia y Filología del Instituto Pedagógico de Najicheván. Entre 1994 y 1998 estudió en la facultad jurídica de la Universidad Estatal de Bakú. Desde septiembre de 1991 y hasta abril de 1994 fue el principal asistente del presidente de la Asamblea Alta de la República autónoma de Najicheván, desde abril de 1994 hasta diciembre de 1995 fue vice primer ministro de la República autónoma de Najicheván. 
El 8 de abril de 1995 Vasif Talibov fue elegido presidente del Partido de  Nuevo Azerbaiyán. 
El 3 de julio de 1993 fue nombrado presidente de la Asamblea Alta de la República autónoma de Najicheván.

## Órdenes, premios
- Orden Shohrat (2010)[2]
- Orden Sharaf (2020)[3]